# Refuge de Petra Piana
Le refuge de Petra Piana est un refuge situé en Corse dans le massif du Monte Rotondo sous les pentes du Monte Rotondo distant de 3 heures de marche aller/retour.

## Caractéristiques
Le refuge est installé à 1 842 m d'altitude. Il est accessible toute l'année mais, comme tous les autres refuges du GR20, il n'est gardé que de mai/juin jusqu'à septembre/octobre. Les dates d'ouverture et de fermeture n'étant pas définies à l'avance, il faut se renseigner sur le site du parc naturel régional de Corse pour obtenir les informations exactes.

## Historique
C'est le premier refuge créé spécialement pour le GR20 en 1971.

## Accès
On y accède par la vallée de Manganellu (au sud) ou Bucca Muzella (au nord). C'est le neuvième refuge (dans le sens sud-nord) présent sur le GR20. Le refuge précédent (au sud) sur le GR20 est le Refuge de l'Onda. Le refuge suivant (au nord) sur le GR20 est le refuge de Manganu.